# Liste der Kulturdenkmäler in Schönenberg-Kübelberg
In der Liste der Kulturdenkmäler in Schönenberg-Kübelberg sind alle Kulturdenkmäler der rheinland-pfälzischen Ortsgemeinde Schönenberg-Kübelberg einschließlich der Ortsteile Sand und Schmittweiler aufgeführt. Grundlage ist die Denkmalliste des Landes Rheinland-Pfalz (Stand: 6. September 2022).

## Denkmalzonen
| Bezeichnung                               | Lage                                     | Baujahr    | Beschreibung | Bild                           |
| ----------------------------------------- | ---------------------------------------- | ---------- | --- | ------------------------------ |
| Denkmalzone Kirchengasse                  | Kübelberg, Kirchengasse 1–6 Lage         |            | kennzeichnendes dörfliches Platzbild um die katholische Kirche mit dem ehemaligen katholischen Schulhaus (Nr. 3), dem ehemaligen Schwesternheim (Nr. 4), Pfarrhaus (Nr. 6), Wegekreuz und einem kleinen Quereinhaus (Nr. 1)                                     | Fotos hochladen                |
| Denkmalzone Bahnhof Schönenberg-Kübelberg | Schönenberg, Bahnhofstraße 48/52/56 Lage | ab 1903/04 | Bahnhof mit Nebengebäuden (Pissoir und Lagergebäude) und Bahnhofshotel; Nr. 48: Bahnhofshotel; sandsteingegliederter Krüppelwalmdachbau, 1908 Nr. 52: Bahnhof; Sandsteinquaderbau, 1903/04, Zwerchhaus nach 1920, zugehörig der Bahnsteig; Nr. 56: Lagergebäude | weitere Bilder Fotos hochladen |

## Einzeldenkmäler
| Bezeichnung                            | Lage                                           | Baujahr         | Beschreibung | Bild            |
| -------------------------------------- | ---------------------------------------------- | --------------- | --- | --------------- |
| Katholische Pfarrkirche St. Valentinus | Kübelberg, Kirchengasse 5 Lage                 | 1702–09         | barocker Saalbau, 1702–09, bezeichnet 1790, 1826 Turmaufstockung; Stumm-Orgel von 1841, 1963 erweiternder Umbau                                                                                 | Fotos hochladen |
| Kriegerdenkmal                         | Kübelberg, Saarbrücker Straße, bei Nr. 71 Lage | 1935            | Kriegerdenkmal 1914/18 und 1939/45, 1935 von Richard Menges, Kaiserslautern, Erweiterung 1956                                                                                                   | Fotos hochladen |
| Dorfgemeinschaftshaus                  | Schmittweiler, Höcherbergstraße 2 Lage         | 1879            | ehemalige Schule; sandsteingegliederter Putzbau, 1879, Architekt wohl Bezirksbauschaffner Rottmüller, Homburg; ortsbildprägend                                                                  | BW              |
| Quereinhaus                            | Schmittweiler, Höcherbergstraße 5 Lage         | um 1780         | Quereinhaus, Wohntrakt mit Kniestock um 1780, Ökonomietrakt, teilweise Fachwerk, zwischen 1806 und 1842                                                                                         | BW              |
| Quereinhaus                            | Schmittweiler, Lindenstraße 2 Lage             | 1844            | stattliches Quereinhaus, bezeichnet 1844, rechtwinklig Schweinestall; ortsbildprägend | BW              |
| Quereinhaus                            | Schmittweiler, Lindenstraße 16 Lage            | 1839            | Quereinhaus mit Krüppelwalmdach, bezeichnet 1839 | BW              |
| Quereinhaus                            | Schönenberg, Glanstraße 50 Lage                | 18. Jahrhundert | Wohntrakt eines ehemaligen Quereinhauses, teilweise Fachwerk (verputzt), 18. Jahrhundert, hölzerne Galerie und Einfriedung wohl aus der zweiten Hälfte des 19. Jahrhunderts; straßenbildprägend | BW              |

## Ehemalige Kulturdenkmäler
| Bezeichnung | Lage                          | Baujahr | Beschreibung                                                                                                   | Bild |
| ----------- | ----------------------------- | ------- | --- | ---- |
| Quereinhaus | Sand, Miesauer Straße 39 Lage | 1898    | eingeschossiges Quereinhaus mit Kniestock, 1898, im rechten Winkel Stall und Remise; aus Denkmalliste gelöscht | BW   |